# Marovato (Tsihombe)
Marovato è una città e comune del Madagascar situata nel distretto di Tsihombe, regione di Androy. 
La popolazione del comune rilevata nel censimento 2001 era pari a 13 161 unità.